# Diplotaxis wirtgenii
Diplotaxis wirtgenii là một loài thực vật có hoa trong họ Cải. Loài này được Rouy & Foucaud mô tả khoa học đầu tiên năm 1895.